# Petter Adolf Karsten
Pour les articles homonymes, voir Karsten.
Petter (ou Peter) Adolf Karsten est un mycologue finlandais, né le 16 février 1834 à Merimasku près de Turku et mort le 22 mars 1917.
Il fait ses études à l’université d'Helsinki et part s’installer à l'intérieur des terres, dans la paroisse de Tammela, où il consacre sa vie à enseigner et étudier à l’Institut d’agriculture de Mustiala (aujourd’hui connu comme la faculté d’agriculture de l’université des sciences appliquées HAMK). Il effectue la plupart de ses recherches à proximité immédiate de Tammela, dans une zone géographique de dimension très réduite, à l'exception d'une expédition dans la péninsule de Kola au cours de sa jeunesse.
Considéré comme le père de la mycologie finlandaise, il rassemble une vaste collection et décrit environ deux cents nouveaux genres et deux mille nouvelles espèces.

## Source
- Traduction de l'article de langue anglaise de Wikipédia (version du 7 janvier 2007).